# Cinta Costera
La Cinta Costera y Nueva Vialidad es un tramo de tierras ganadas al mar en la Ciudad de Panamá.

## Fase I
La primera fase de la Cinta Costera y Nueva Vialidad, se construyó a un costo de 189 millones de dólares en la ciudad de Panamá, proyecto que tiene una extensión de 26 hectáreas ganadas al mar, que incluye una nueva vialidad para el área de la Avenida Balboa, y se extiende desde Punta Paitilla hasta el área de Marañon.
La nueva obra consta de cuatro carriles vehiculares en dirección hacia el Corredor Sur, y los seis carriles de la Avenida Balboa quedan como acceso a la ciudad capital. Además, cuenta con más de 8 canchas y parques recreativos, 5 gazebos y una ciclovía, fuentes y espejos de agua, áreas verdes con árboles y plantas tropicales, y el monumento al descubridor del Mar del Sur, Vasco Nuñez de Balboa.

## Fase II
Esta fase empieza desde el Mercado del Marisco y termina en el muelle fiscal y los trabajos estuvieron a cargo de la empresa brasileña Odebrecht, por un monto de inversión de 52 millones de dólares.
El proyecto tiene una extensión de unos 600 metros y en el área se ubicaron estacionamientos soterrados, canchas de juegos, un muelle multipropósito, cuatro nuevas vialidades, ciclovías y nuevos espacios para los pequeños comerciantes.

## Fase III

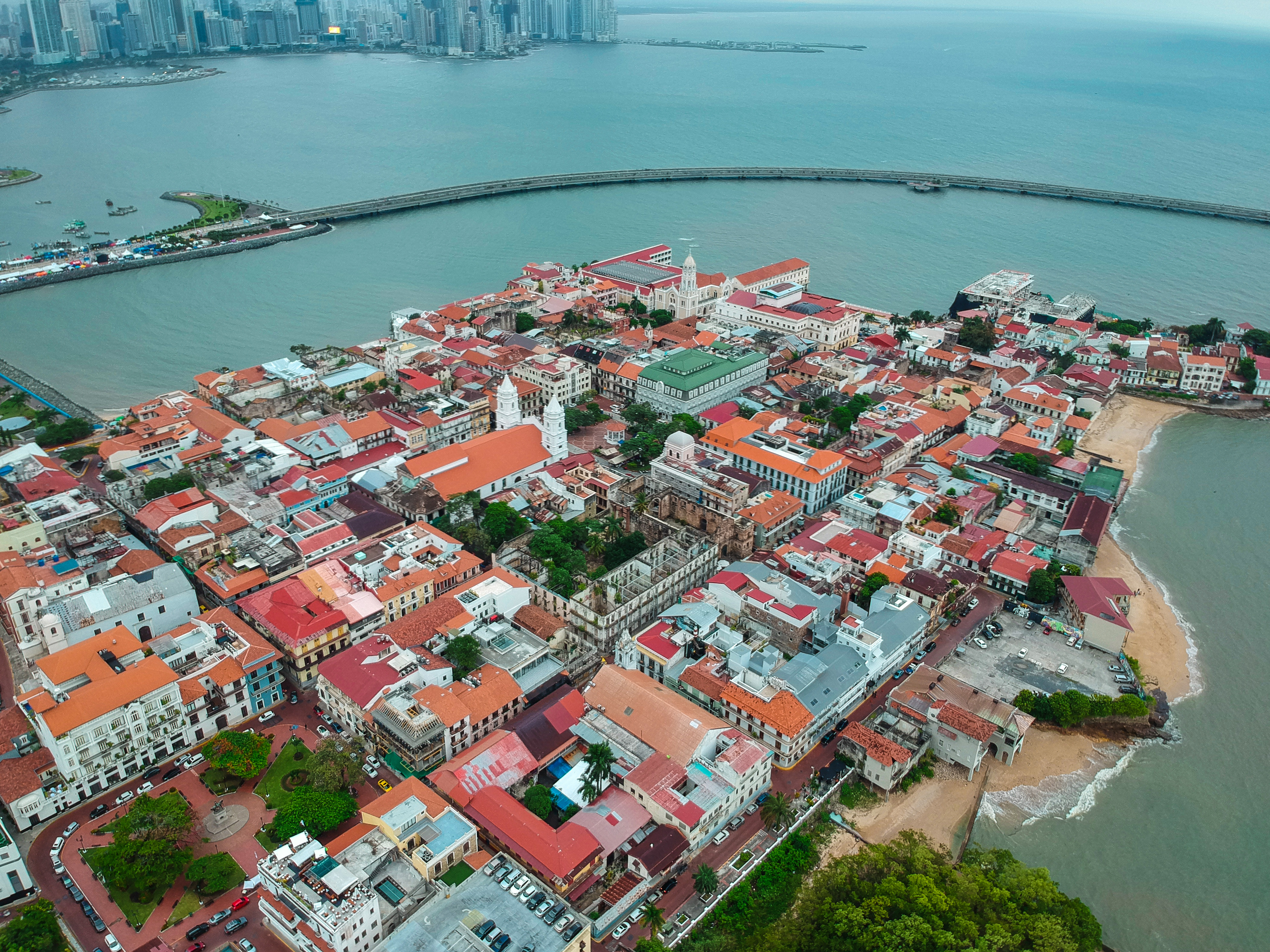
Casco Antiguo, San Felipe, Panamá.

El proyecto de la Cinta Costera III en conjunto con la fase 1 y 2, es el segundo espacio urbano con mayor cantidad de hectáreas verdes en la capital para el esparcimiento (40 hectáreas), que además permitirá cerrar el anillo de circunvalación entre los corredores Norte y Sur y los ejes norte y sur. Los planificadores calculan una mejoría en la circulación de entre 25% y 32% de la movilidad vehicular que entra a la capital por el Puente de las Américas.
El proyecto, valorado en $782 millones, incorpora espacios urbanos que impactan directamente a los residentes del área (San Felipe, Santa Ana y El Chorrillo), como canchas de baloncesto, voleibol, parques infantiles, gimnasios, un área de fritódromo, canchas de fulbito, multijuegos, 500 estacionamientos públicos y dos puentes peatonales.
La obra, que se inició en marzo de 2011 con la orden de proceder a la contratista Norberto Odebrecht, se entregó en etapas. El 9 de abril de 2014 se inauguró el rompeolas turístico que cuenta con un área de esparcimiento y uso turístico. Permite la visibilidad panorámica del Casco Antiguo y facilidad de ingreso a los pescadores artesanales que ingresan al muelle del Mercado de Mariscos. El mantenimiento de la cinta 1, 2 y 3 en la vialidad, fuentes de agua, pasos peatonales, viaductos, iluminación, áreas recreativas, estacionamientos, canchas, ciclovías y red pluvial está calculado por las autoridades del MOP en 2 millones de dólares anuales.

## Imágenes

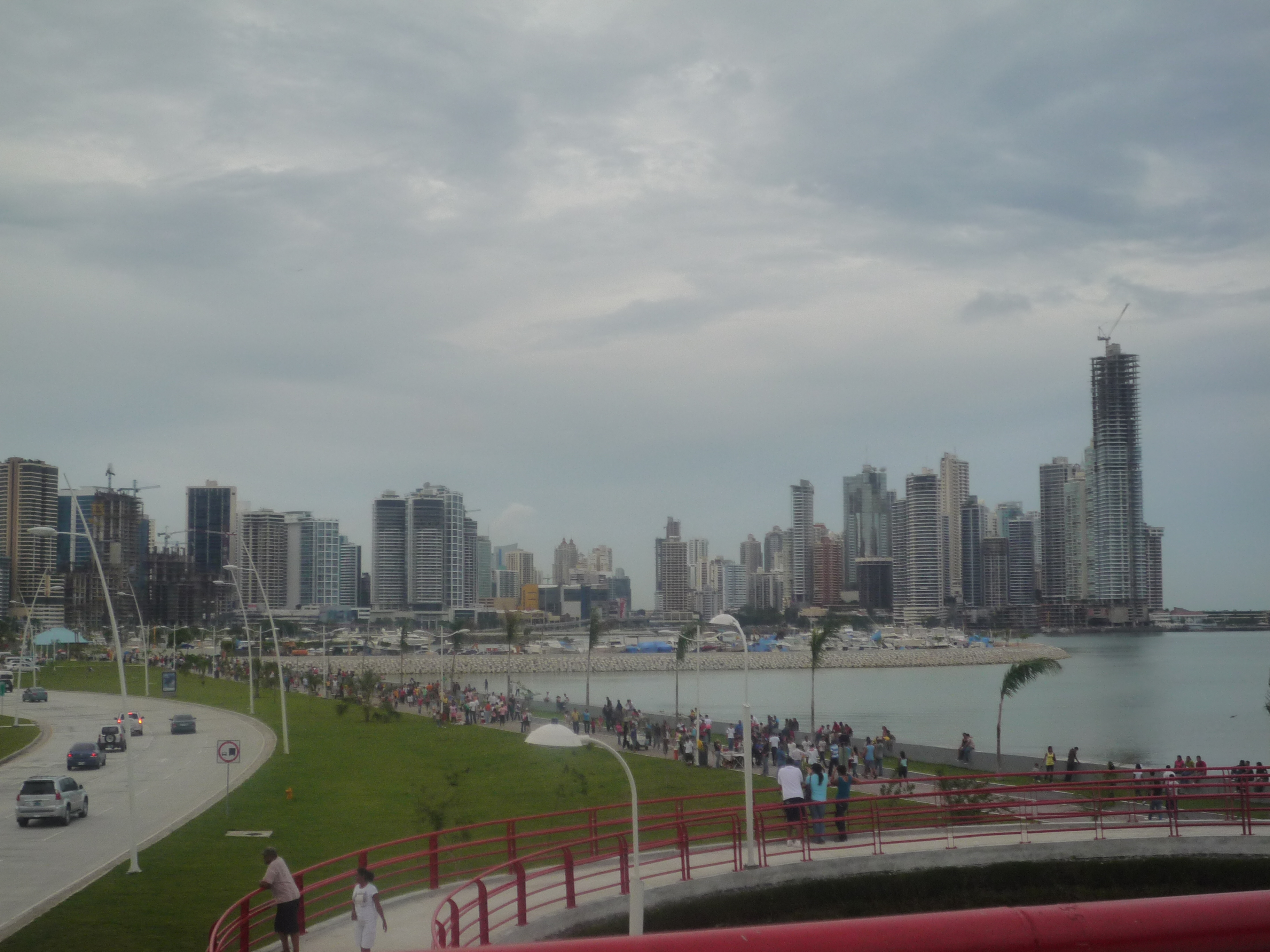
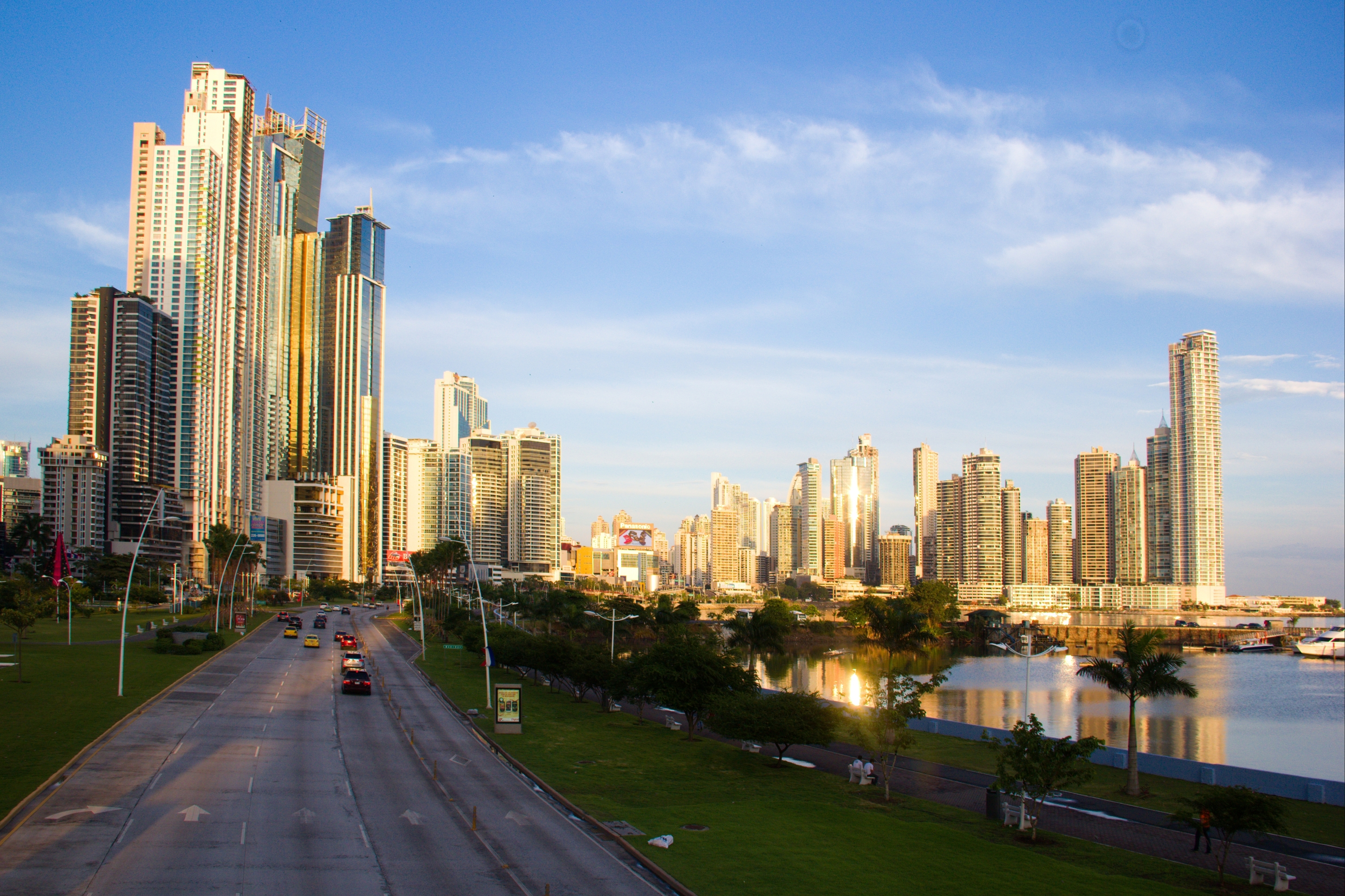
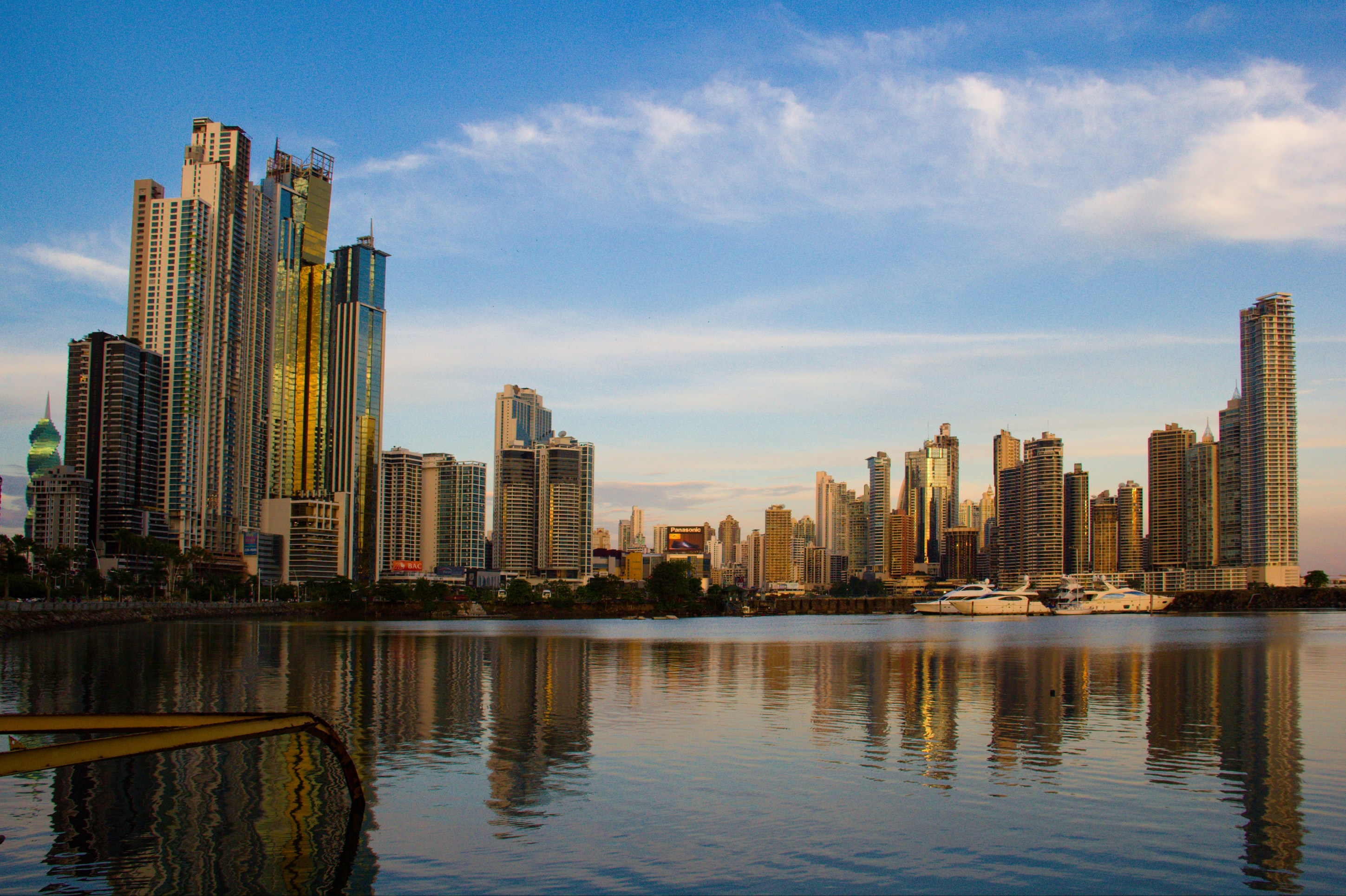
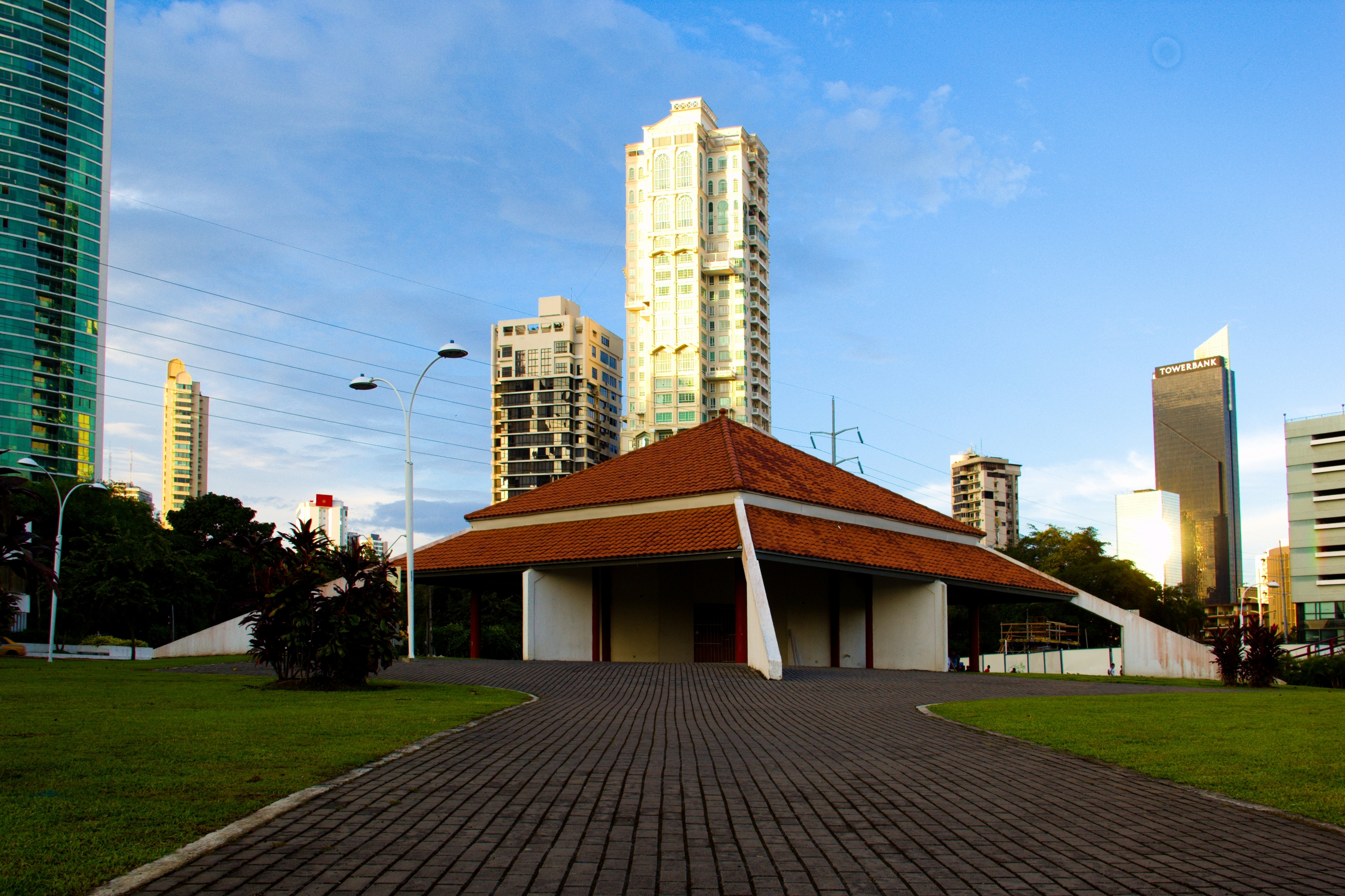
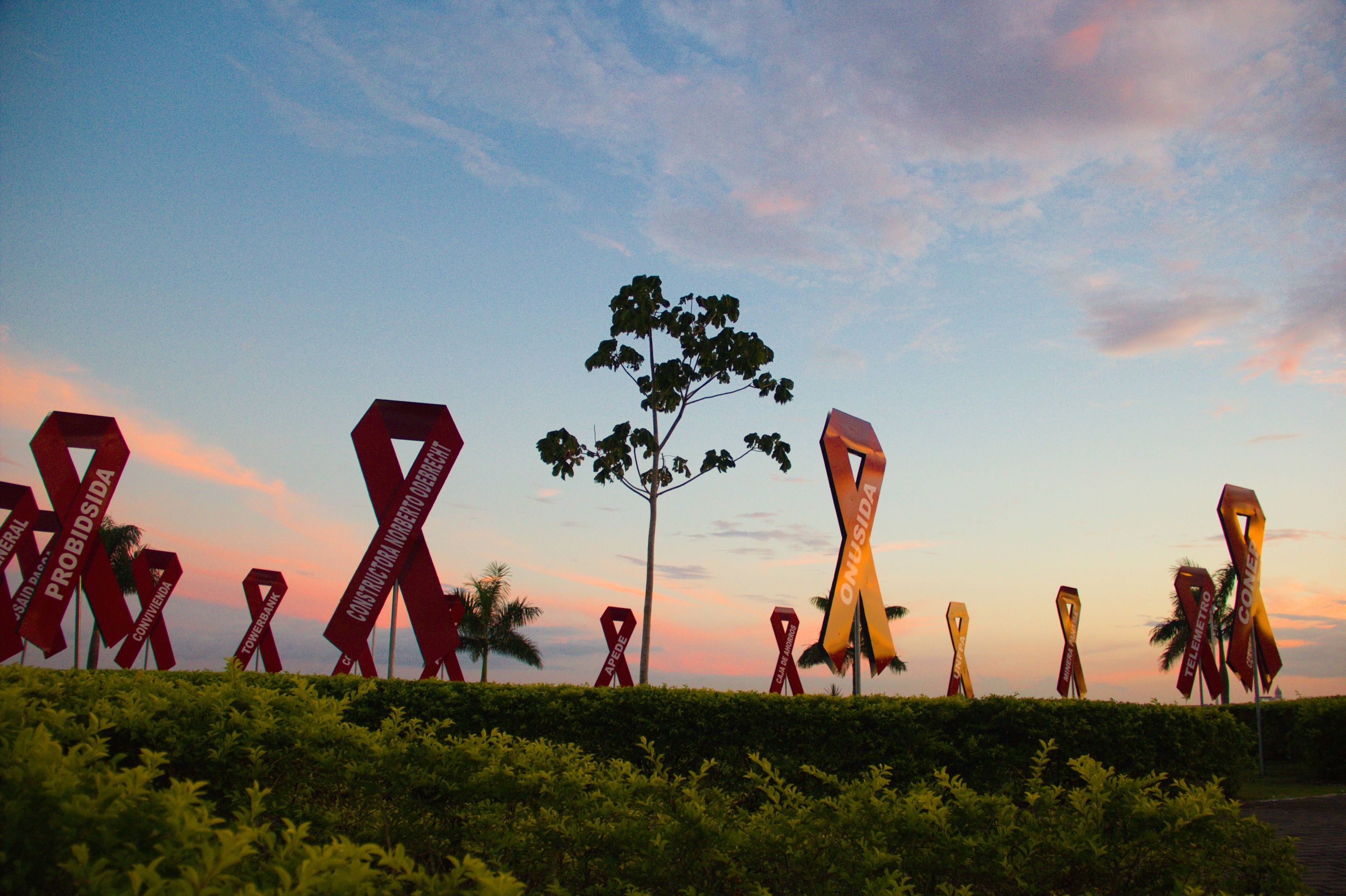
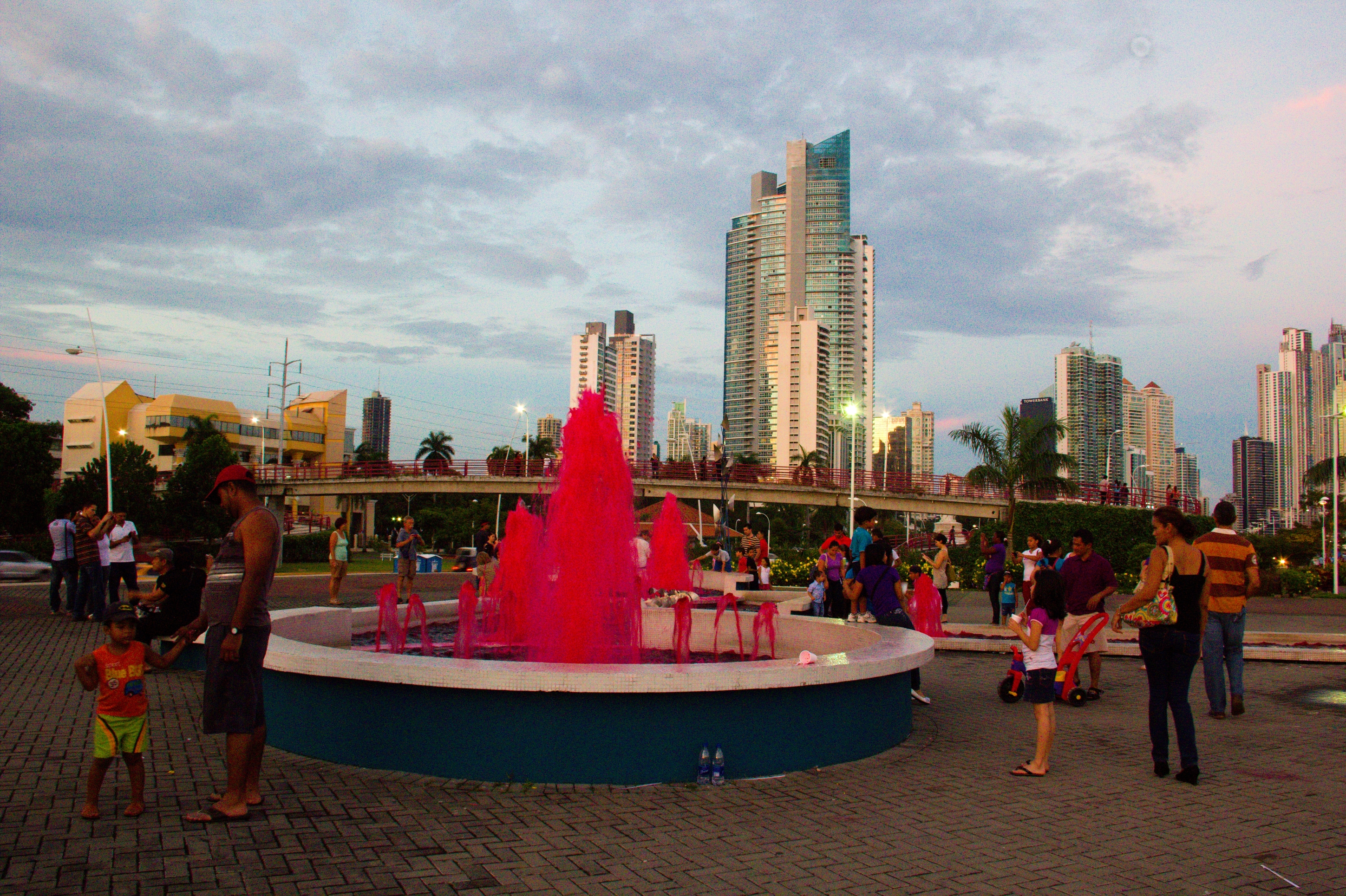
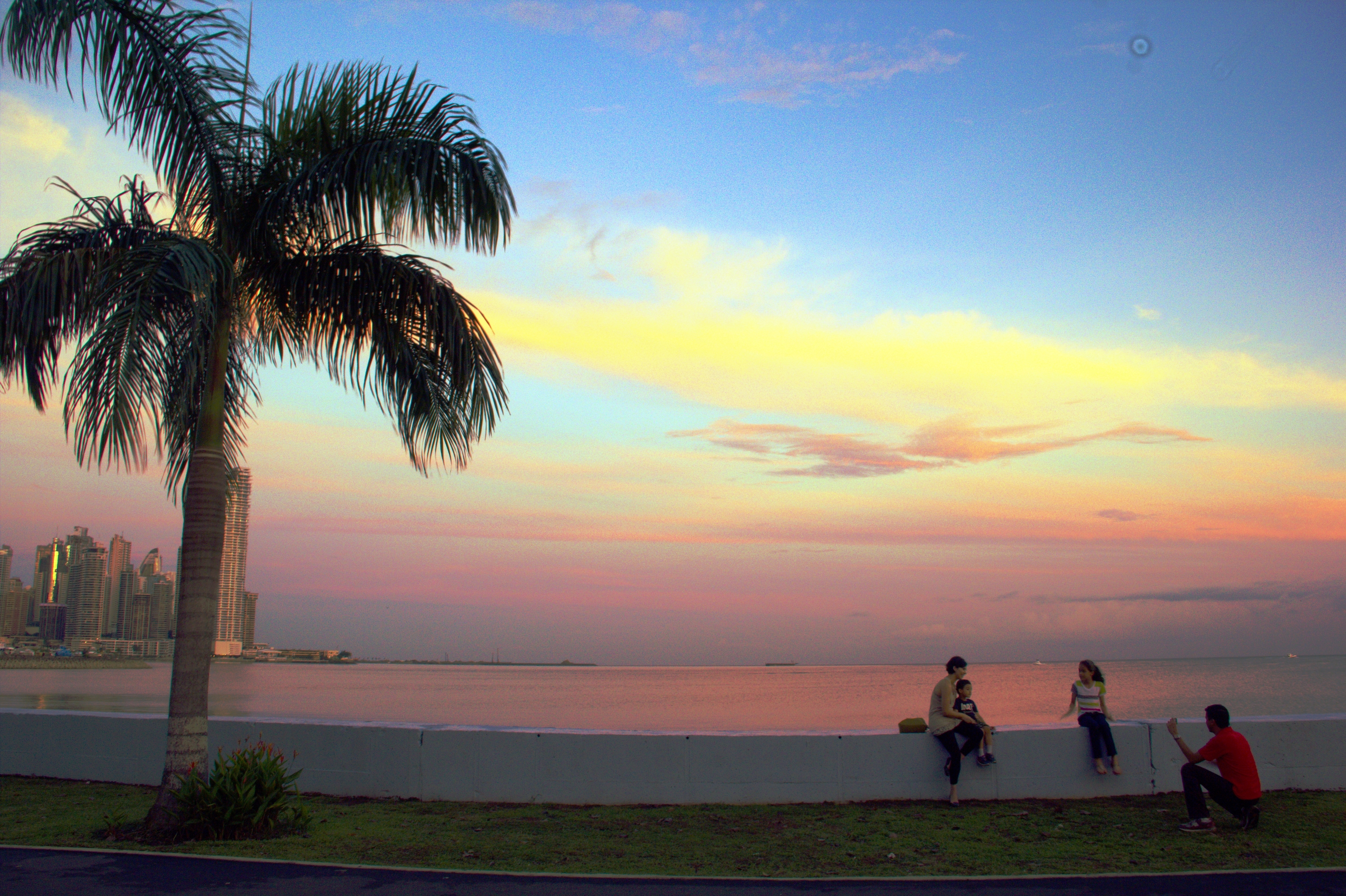
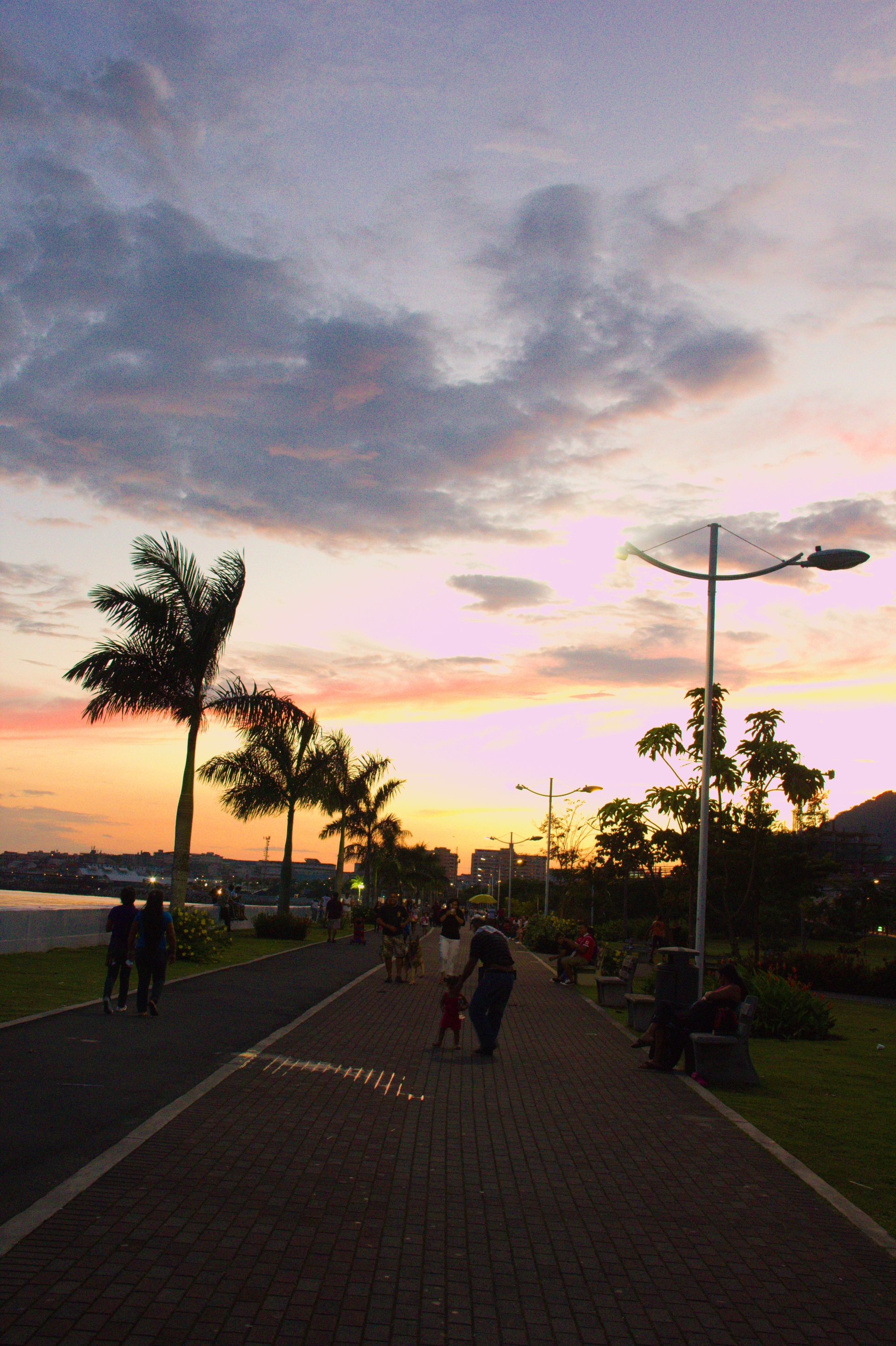
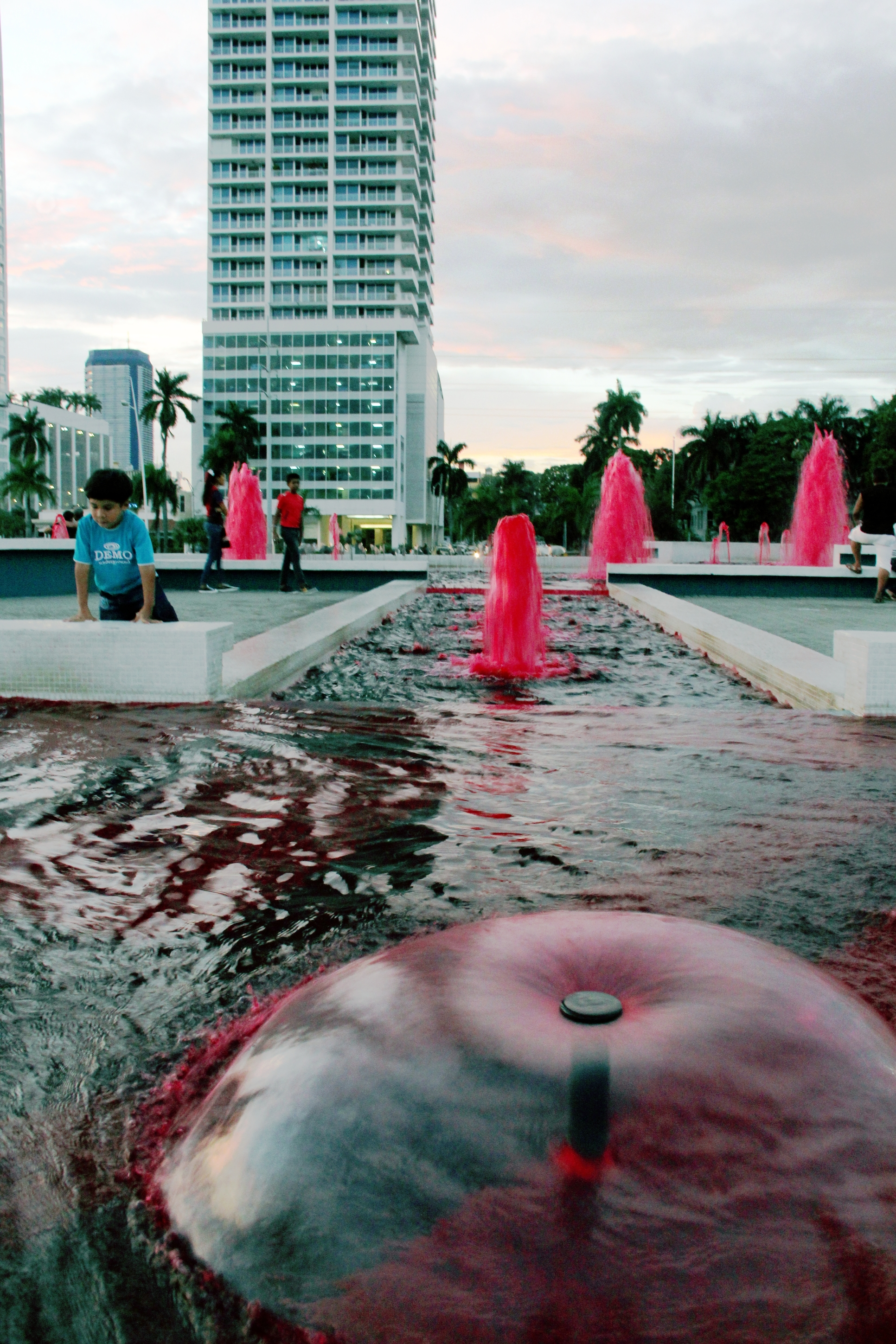
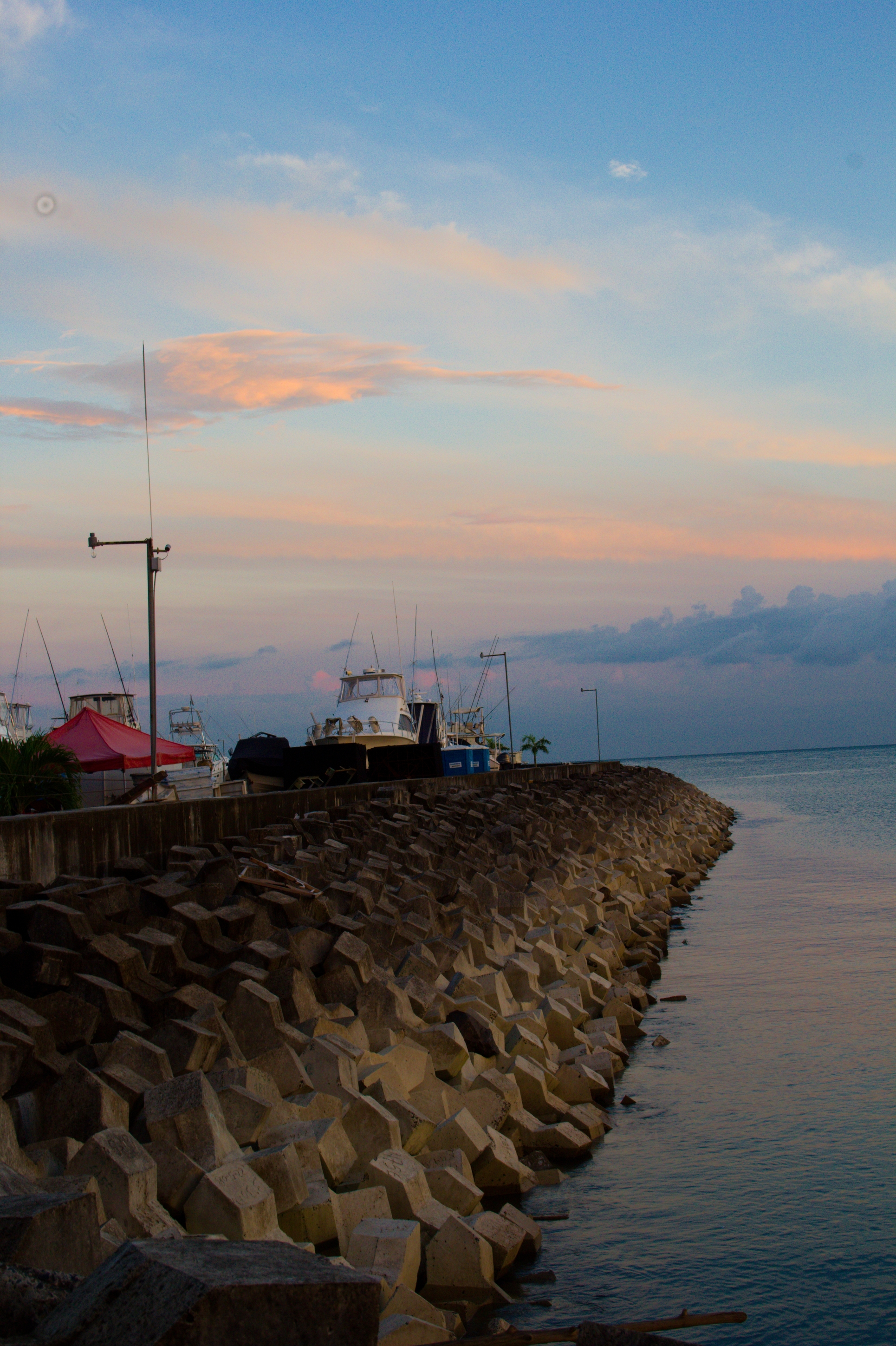
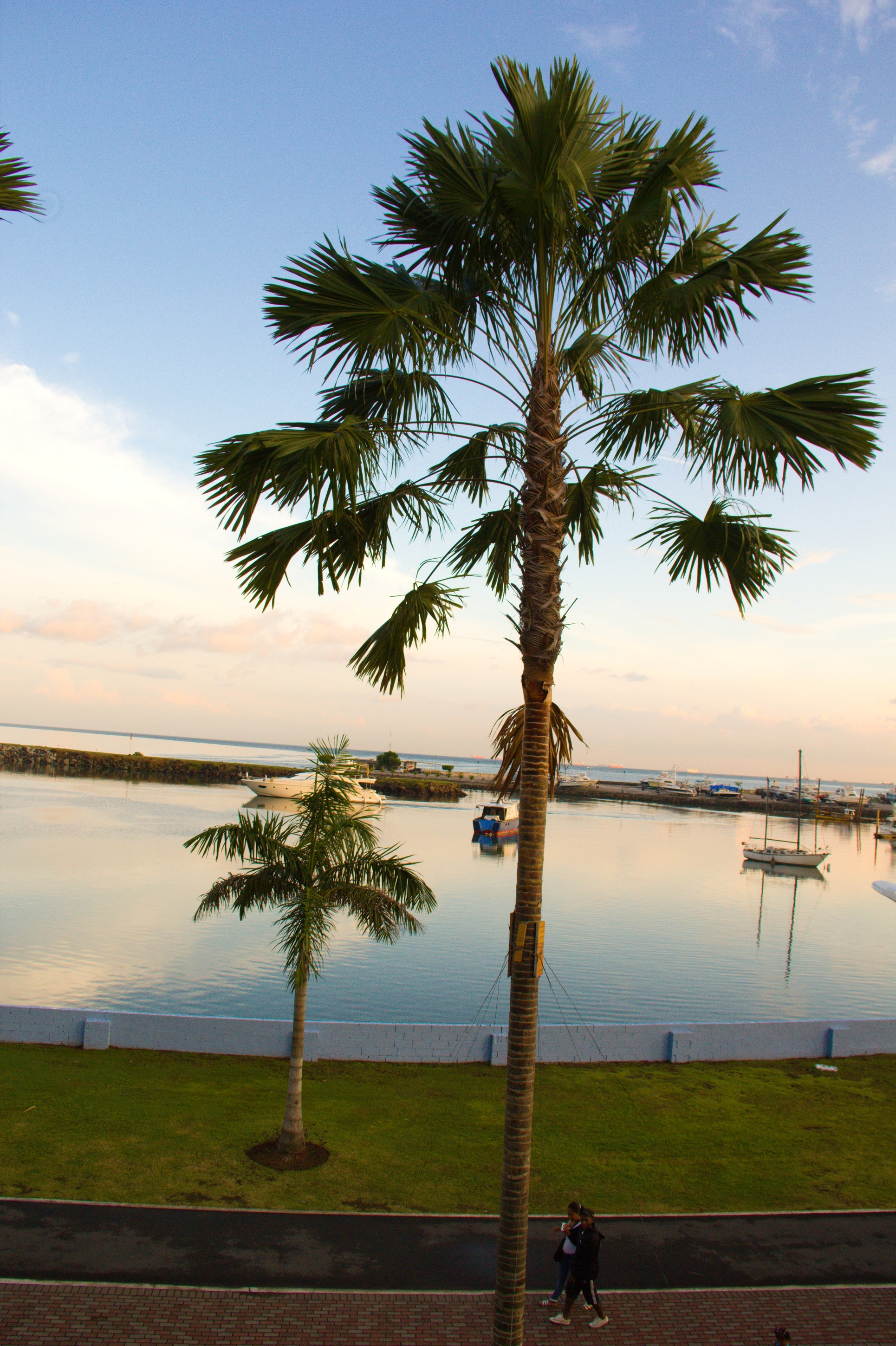
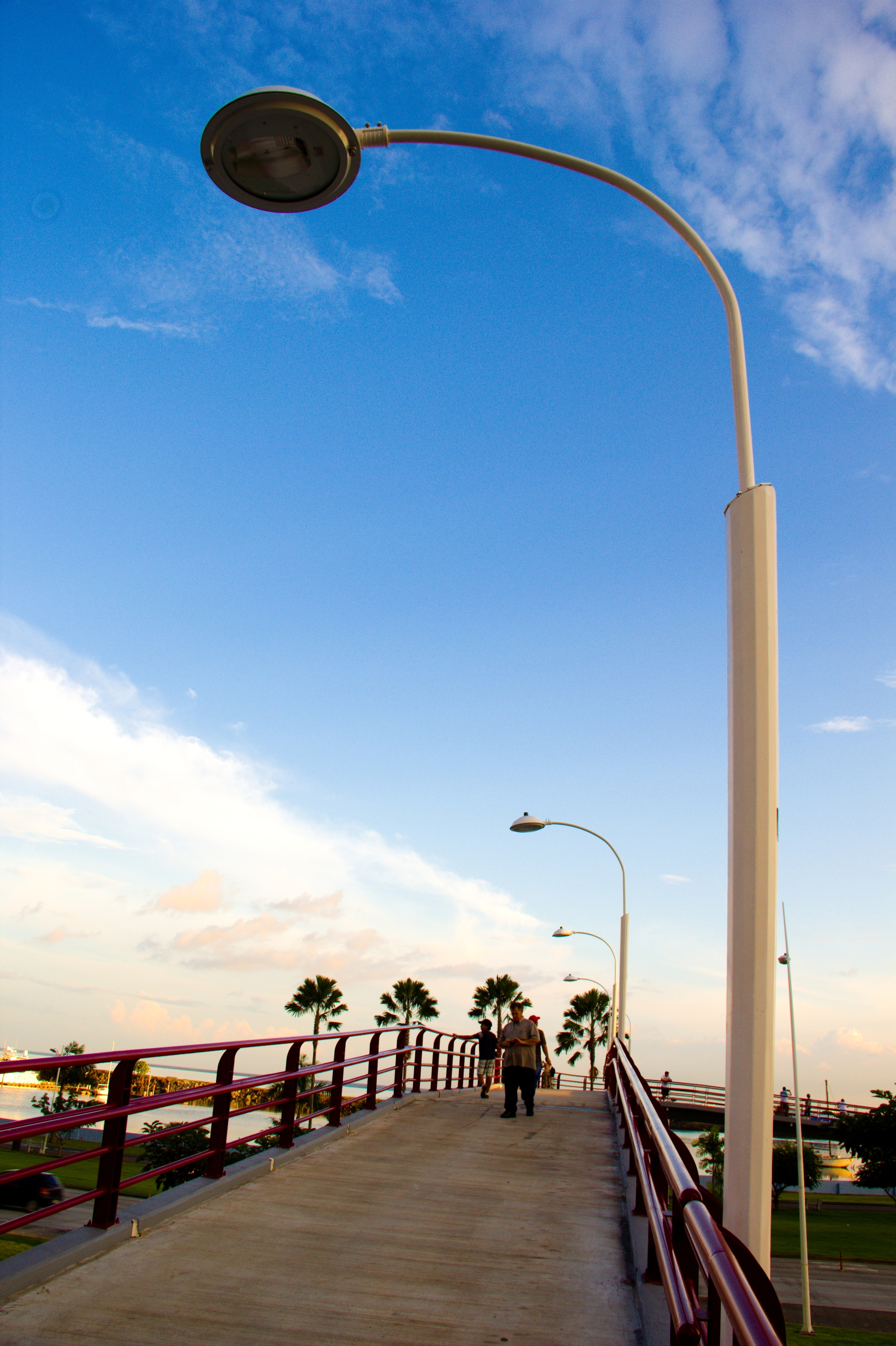

### Localidades
- Bella Vista
- Panamá

### Edificios
- Rascacielos de la Ciudad de Panamá